# Korablinó
Korablinó (del ruso: Кораблино) es una ciudad del óblast de Riazán, en Rusia, centro administrativo del raión homónimo. Está situada a 80 km (94 km por carretera) al sudoeste de Riazán. Su población era de 12 962 habitantes en 2009.

## Historia
Korablinó es mencionada por primera vez como el pueblo de Korablinó, en 1676, la cual se encontraba en medio de bosques de robles, cuya madera era utilizada para la construcción de barcos destinados a la navegación sobre el Don. Korablinó se desarrolló gracias a la apertura, en 1866, de la línea de ferrocarril Riazán-Kozlovsk, convirtiéndose en un almacén. En la década de 1950 se abrieron varias minas de hulla así como una fábrica de tejidos de seda. Korablinó obtuvo el estaus de ciudad en 1965.

## Demografía
| 1959 | 1970   | 1979   | 1989   | 2002   | 2007   |
| ---- | ------ | ------ | ------ | ------ | ------ |
| 5300 | 13 300 | 14 800 | 15 300 | 14 690 | 13 600 |

## Economía
La economía de Korablinó se basa en las empresas:
- AO Korablinski spirtozavod (АО "Кораблинский спиртозавод") : alcohol, vodka, mayonesa, agua mineral.
- ZAO Korteks (ЗАО "Кортекс") : hilados, tejidos de seda, tejidos técnicos, etc.
- OAO Modoul (ОАО "Модуль") : elementos prefabricados para la construcción.